# Gajendragarh
Gajendragarh (o Gajendragad) è una città dell'India di 28.227 abitanti, situata nel distretto di Gadag, nello stato federato del Karnataka. In base al numero di abitanti la città rientra nella classe III (da 20.000 a 49.999 persone).

## Geografia fisica
La città è situata a 15° 43' 60 N e 75° 58' 60 E e ha un'altitudine di 642 m s.l.m..

## Società

### Evoluzione demografica
Al censimento del 2001 la popolazione di Gajendragarh assommava a 28.227 persone, delle quali 14.360 maschi e 13.867 femmine. I bambini di età inferiore o uguale ai sei anni assommavano a 3.970, dei quali 2.016 maschi e 1.954 femmine. Infine, coloro che erano in grado di saper almeno leggere e scrivere erano 17.582, dei quali 10.578 maschi e 7.004 femmine.